# George Esenwein
George Richard Esenwein (1951) es un historiador e hispanista estadounidense, profesor de la Universidad de Florida.
Es autor de obras como Anarchist Ideology and the Working-Class Movement in Spain, 1868-1898 (University of California Press, 1989), Spain at War. The Spanish Civil War in Context, 1931–1939 (Longman, 1995), junto a Adrian Shubert, o The Spanish Civil War: a modern tragedy (Routledge, 2005), entre otras.